# Campyloneurus basalis
Campyloneurus basalis är en stekelart som beskrevs av Szepligeti 1906. Campyloneurus basalis ingår i släktet Campyloneurus och familjen bracksteklar. Inga underarter finns listade.